# Hajdamaćke
Hajdamaćke (ukr. Гайдамацьке) – osiedle typu miejskiego na Ukrainie, w obwodzie kirowohradzkim, w rejonie kropywnyckim, w hromadzie Ołeksandriwka. W 2001 liczyło 1747 mieszkańców, spośród których 1683 wskazało jako ojczysty język ukraiński, 50 rosyjski, 1 węgierski, 6 białoruski, 4 ormiański, 1 gagauski, a 2 inny. Do 2024 nosiło nazwę Jełyzawethradka.